# Konfrontacja Sztuk Walki
Konfrontacja Sztuk Walki, más conocida por sus iniciales KSW, es una organización polaca de artes marciales mixtas, considerada como una de las más importantes de Polonia y del continente europeo.

## Historia
Martin Lewandowski era el gerente del Hotel Marriott en la capital Varsovia cuando conoció a Maciej Kawulski en 2002. Kawulski estaba organizando una de las mayores exposiciones deportivas de Polonia en ese momento y, como ambos empresarios provenían de entornos de artes marciales, rápidamente encontraron un tema en común. Dieciocho meses después nació el primer evento de KSW.
A diferencia de otras grandes promociones, KSW adoptó la estrategia de tener eventos menos frecuentes pero más grandes, enfocándose en crear grandes espectáculos con tarjetas apiladas y con gran espectáculo. En 2017, KSW 39: Colosseum rompió el récord de la mayor asistencia en vivo a un evento de MMA en Europa, y el segundo más grande en la historia con 57,776 fanáticos, solo después del PRIDE Shockwave en 2002.
En octubre de 2022, se anunció que, como parte de la ampliación de la cooperación con XTB, una de las mayores fintech polacas que ofrece su propia plataforma de inversión, se firmó un nuevo acuerdo, en virtud del cual XTB se convertirá en el patrocinador principal de la gala KSW en 2023. El acuerdo se concluye para todo el año 2023 y será válido para diez de las doce galas previstas, de las cuales seis de estos eventos se llamarán XTB KSW. En otros casos, XTB será un patrocinador estratégico, al igual que en 2022, en las galas de distintas ciudades polacas.

## Campeones actuales
| División            | Peso            | Campeón            | Desde el                                              | Defensas del título |
| ------------------- | --------------- | ------------------ | ----------------------------------------------------- | ------------------- |
| Peso pesado         | 120 kg (264 lb) | Phil De Fries      | 14 de abril de 2018 (KSW 43)                          | 12                  |
| Peso semipesado     | 93 kg (205 lb)  | Rafał Haratyk      | 24 de febrero de 2024 (KSW Epic: Khalidov vs. Adamek) | 1                   |
| Peso mediano        | 84 kg (185 lb)  | Paweł Pawlak       | 3 de junio de 2023 (KSW 83)                           | 2                   |
| Peso wélter         | 77 kg (169 lb)  | Adrian Bartosiński | 22 de abril de 2023 (KSW 81)                          | 3                   |
| Peso ligero         | 71 kg (156 lb)  | Salahdine Parnasse | 3 de junio de 2023 (KSW 83)                           | 3                   |
| Peso pluma          | 66 kg (145 lb)  | Salahdine Parnasse | 18 de diciembre de 2021 (KSW 65)                      | 2                   |
| Peso gallo          | 61 kg (134 lb)  | Sebastian Przybysz | 25 de enero de 2025 (KSW 102)                         | 1                   |
| Peso mosca femenino | 57 kg (125 lb)  | Vacante            | -                                                     | -                   |
| Peso paja femenino  | 52 kg (114 lb)  | Vacante            | -                                                     | -                   |